# Physocyclus hoogstraali
Physocyclus hoogstraali är en spindelart som beskrevs av Willis J. Gertsch och Davis 1942. Physocyclus hoogstraali ingår i släktet Physocyclus och familjen dallerspindlar. Inga underarter finns listade i Catalogue of Life.